# Marcel Reich-Ranicki
Marcel Reich-Ranicki (IPA: [maɐ̯ˈsɛl ˈʀaɪç ʀaˈnɪtski]), nato Marcel Reich (Włocławek, 2 giugno 1920 – Francoforte sul Meno, 18 settembre 2013) è stato un critico letterario e superstite dell'Olocausto tedesco di origine ebraico-polacca.
"Papa" della critica letteraria tedesca, è stato uno dei fondatori del "Gruppo 47", corrente letteraria formata da scrittori di lingua tedesca, fra i quali molti ebrei e autori di origine polacca. Appartenne al gruppo, che sancì il suo debutto, anche Günter Grass, da Reich-Ranicki conosciuto giovanissimo a Varsavia (divertente il ritratto che il critico ne dà nell'edizione originale della sua autobiografia: un ricordo che però acuirà le già notevoli difficoltà nel rapporto -ormai cinquantennale- fra i due "colossi").

## Biografia
Reich-Ranicki nacque a Włocławek, nell'allora Seconda Repubblica di Polonia, il 2 giugno del 1920 in una famiglia ebraica ashkenazita, figlio di David Reich, un mercante polacco, e di Helene Auerbach, una casalinga polacca d'origini tedesche, la cui famiglia aveva già espresso dei rabbini distintisi negli studi biblici. Grazie alla madre, il futuro critico si avvicina sin da piccolo ad i grandi classici della letteratura tedesca; s'interesserà anche di letteratura polacca, ma non prima del 1940. In Polonia frequenta una scuola elementare tedesca.
Nel 1929, all'età di nove anni, si trasferisce con i genitori in Germania, a Berlino, dove la famiglia dipende economicamente da un parente. Studia al Werner-von-Siemens-Realgymnasium di Berlino-Charlottenburg, liceo-ginnasio relativamente immune alla ferocia della propaganda nazista, dove ripaga la resistenza passiva e la protezione di compagni e professori, per nulla scontata all'epoca, eccellendo nello studio del tedesco e delle materie letterarie. Paradossalmente, il fatto di non essere mai riusciti ad ottenere la cittadinanza tedesca tiene i Reich, in quanto cittadini polacchi, relativamente al riparo dalle persecuzioni fino al 1938, quando sono rispediti in Polonia. Pur vivendo nell'incubo delle persecuzioni, il giovane Reich-Ranicki serberà sempre un ricordo meraviglioso del suo soggiorno berlinese e, più in generale, delle sue infanzia e prima giovinezza.
Insieme alla moglie Tosia, Reich-Ranicki fu l'unico della sua famiglia a salvarsi agli orrori della Shoah, riuscendo a fuggire in modo fortuito ed avventuroso dal ghetto di Varsavia (dove svolse anche funzioni di interprete ed organizzatore di spettacoli): i suoi genitori ed il fratello maggiore Alexander, medico, vennero uccisi a Treblinka prima della liberazione.
Funzionario del Partito Operaio Unificato Polacco, poi console per conto del suo paese d'origine a Londra, venne in seguito allontanato dal partito non per ragioni politiche, ma razziali.
Caduto in disgrazia e già incarcerato dal regime, divenne pubblicista professionista alla fine degli anni quaranta, anni in cui progettò il proprio espatrio clandestino, approfittando di un soggiorno di studio in Germania nel 1958, in cui riuscì a stabilirvisi definitivamente grazie anche alla generosa complicità di Heinrich Böll, futuro Premio Nobel per la letteratura e suo grande amico. In Germania, Reich-Ranicki si diede ad un'intensissima e rigorosa attività critica, svolgendo puntuale attività di recensore per diverse testate soprattutto della Germania meridionale (oltre der Spiegel, per Die Zeit, 1960-1973 e il Frankfurter Allgemeine Zeitung, delle cui pagine culturali fu il direttore, sotto la direzione di Joachim Fest, tra il 1973 e il 1988), compilando fortunate antologie e monografie e svolgendo un'importante attività di organizzatore culturale e di traduttore dal polacco al tedesco e viceversa; fu parecchio vicino, fino al suo scioglimento, al Gruppo 47.
Benché agnostico e critico nei confronti delle ortodossie, Reich-Ranicki non perse mai occasione di pronunciarsi veementemente in difesa degli ebrei quando lo riteneva necessario. Sua, ad esempio, è l'espressione Fine della tregua, in riferimento all'atteggiamento forzatamente pentitistico dei tedeschi nei confronti del loro passato nazista e antisemita. L'espressione venne inizialmente usata dal critico Reich-Ranicki in occasione della prima rappresentazione, nel 1968, del dramma I rifiuti, la città e la morte di Rainer Werner Fassbinder. Interruppe drammaticamente la collaborazione con Joachim Fest per via della posizione da questi assunta nella grande "disputa degli storici" (Historikerstreit, 1986-88) sull'Olocausto, si rifiutò sempre di recensire testi di Ernst Jünger e sostenne, nel corso degli anni, feroci polemiche con Ernst Nolte, da lui definito un malato di mente. Più duratura e gravida di conseguenze si rilevò l'inimicizia con Martin Walser, che prima in un discorso molto contestato tenuto alla Paulskirche di Francoforte (1997) e poi in un suoromanzo, Morte di un critico (2002), attaccò duramente il critico.
L'enorme popolarità di Reich-Ranicki, che nei paesi di lingua tedesca oltrepassa la fama dovuta all'attività di critico "serio", è dovuta tuttavia in modo determinante alla sua vivacissima vis polemica e alla fortunata trasmissione televisiva di argomento letterario Das Literarische Quartett, che solo il primo anno (1988) fu seguìta da quasi un milione di telespettatori. Nella primavera del 2009 la ARD, ammiraglia della televisione pubblica tedesca, trasmise una fiction di grande successo sulla sua vita, già più volte replicata, incentrata soprattutto sul periodo della sua sopravvivenza nel ghetto di Varsavia. Spirito appassionato e polemico, caustico, implacabile e tagliente, nel 2008 venne invitato al Gran Premio della TV tedesca per il conferimento dell'Oscar alla carriera (Reich-Ranicki lavorò a lungo anche in radio). Salito sul podio, davanti alle telecamere e alla platea, tenne un discorso molto duro sull'attuale degrado televisivo e rifiutò il premio tra l'imbarazzatissimo sconcerto dei presenti (su YouTube, girano innumerevoli spezzoni del "gran rifiuto").
Reich-Ranicki visse fino alla morte a Francoforte sul Meno. Suo figlio, Andrew Ranicki, è un insegnante di matematica all'università di Edimburgo, mentre sua moglie Tosia è morta nel 2011. Morì nel 2013, all'età di 93 anni, a causa di un tumore alla prostata.